# Souls of Mischief
Souls of Mischief ist eine 1991 gegründete Hip-Hop-Band aus Oakland, Kalifornien. Sie besteht aus den Rappern A-Plus, Opio, Phesto und Tajai, die gemeinsam mit anderen Künstlern auch zu dem Projekt Hieroglyphics gehören.

## Karriere
Tajai Massey (Tajai) und Adam Carter (A-Plus) lernten sich schon in der Grundschule kennen und begannen gemeinsam im Alter von 8 Jahren Musik zu machen. Auf der Middle School lernte Tajai Damani Thompson (Phesto) kennen, welcher auch rappte. 1993, während ihrer High-School-Zeit, begannen die vier schließlich das Projekt Souls of Mischief und veröffentlichten im gleichen Jahr ihr erfolgreiches Debüt-Album 93 ’til Infinity unter dem Label Jive Records. 93 ’til Infinity ist auch heute, drei Alben später, das erfolgreichste Album der Gruppe.
Nach dem Nachfolgewerk No Man’s Land trennten sich Jive Records und Souls of Mischief im Jahr 1995 und die Bandmitglieder gründeten zusammen mit Del Tha Funkee Homosapien, Casual, Pep Love, Jaybiz, und Producer Domino das Projekt Hieroglyphics und veröffentlichten in dieser Besetzung die Alben 3rd Eye Vision und Full Circle.
Unter dem Independent-Label Hieroglyphics Imperium Recordings veröffentlichten Souls of Mischief noch die Studioalben Focus und Trilogy: Conflict, Climax, Resolution die kommerziell nur wenig erfolgreich waren. Die folgenden Alben Montezuma’s Revenge (2009; Clear Label Records) und There Is Only Now (2014; Linear Labs) wurden hingegen deutlich besser aufgenommen.

## Diskografie

### Studioalben
| Jahr | Titel            | Höchstplatzierung, Gesamtwochen, AuszeichnungChartsChartplatzierungen (Jahr, Titel, Platzierungen, Wochen, Auszeichnungen, Anmerkungen) | Anmerkungen                              |
| Jahr | Titel            | US | Anmerkungen                              |
| ---- | ---------------- | --- | ---------------------------------------- |
| 1993 | 93 ’til Infinity | US85 Gold · (8 Wo.)US | Erstveröffentlichung: 28. September 1993 |
| 1995 | No Man’s Land    | US111 (2 Wo.)US | Erstveröffentlichung: 10. Oktober 1995   |

Weitere Alben
- 1998: Focus
- 2000: Trilogy: Conflict, Climax, Resolution
- 2009: Montezuma’s Revenge
- 2014: There Is Only Now

### Singles
| Jahr | Titel Album      | Höchstplatzierung, Gesamtwochen, AuszeichnungChartplatzierungen (Jahr, Titel, Album, Platzierungen, Wochen, Auszeichnungen, Anmerkungen) | Höchstplatzierung, Gesamtwochen, AuszeichnungChartplatzierungen (Jahr, Titel, Album, Platzierungen, Wochen, Auszeichnungen, Anmerkungen) | Anmerkungen                        |
| Jahr | Titel Album      | UK | US | Anmerkungen                        |
| ---- | ---------------- | --- | --- | ---------------------------------- |
| 1993 | 93 ’til Infinity | UK— SilberUK | US72 Platin · (9 Wo.)US | Erstveröffentlichung: Oktober 1993 |

Weitere Singles
- 1993: Never No More
- 1993: That’s When Ya Lost / Cab Fare
- 1993: Let Em Know
- 1993: Disseshowedo
- 1993: Make Your Mind Up
- 1995: Rock It Like That
- 1995: Sho Fo Real
- 1999: Shooting Stars
- 1999: Step Off
- 1999: Maximize 3rd Eyes
- 2000: Medication
- 2000: Bad Business
- 2000: Acupuncture
- 2000: Soundscience